# سان كولومبان (كيبك)
سان كولومبان، كيبك (بالإنجليزية: Saint-Colomban) هي مدينة كندية تقع في مقاطعة كيبك. تبلغ مساحة هذه المدينة 93.5234 (كم²)، ويبلغ عدد سكانها 10136 نسمة حسب إحصاء سنة 2006 م، بينما كان يسكنها 7520 نسمة في سنة 2001 م. تحتل هذه المدينة المرتبة رقم 375 بين مدن كندا حسب عدد السكان والمرتبة رقم 92 في المقاطعة. نما عدد السكان في هذه المدينة بنسبة 34.8% بين العامين المذكورين.

## وصلات خارجية
- الأطلس الحكومي لكندا
- إحصاءات كندا مع ساعة تعداد السكان نسخة محفوظة 23 مارس 2008 على موقع واي باك مشين.